# 阿爾法軟體科技園區
阿爾法軟體科技園區（英語：Arfa Software Technology Park）是位於巴基斯坦拉合爾的一座摩天大樓和資訊科技園區。建築落成於2012年，為資訊科技大學和旁遮普資訊科技委員會（PITB）的所在地。主樓共有17層，高106米，是目前拉合爾最高的建築。
2012年1月15日，旁遮普省首席部長夏巴茲·謝里夫宣布將軟體技術園區更名為阿爾法軟體技術園區，以紀念年僅16歲去世的最年輕的微軟認證工程師阿爾法·卡里姆·拉德哈瓦。